# Lotus 33
Lotus 33 je Lotusov dirkalnik Formule 1, ki je bil v uporabi med sezonama 1964 in 1966. Njegov razvoj je temeljil na predhodnem modelu Lotus 25, še dodatno je izpopolnjena uporaba školjke kot osnove za šasijo. Poganjal ga je motor Coventry Climax s 1500 cm³ delovne prostornine. Za razliko od modela 25, je imel Lotus 33 zasnovano novo vzmetenje okoli novih širših pnevmatik. Dirkalnik je bil bolj tog od svojega predhodnika in tudi lažji za izdelavo. 
Po nekaj neuspehih na posameznih dirkah v sezoni 1964, je na prvi dirki sezone 1965 za Veliko nagrado Južne Afrike Jim Clark dosegel zmago, nato pa še štiri s tem dirkalnikom in eno s starejšim Lotus 25, kar mu je prineslo naslov prvaka. 
V primerjavi z motorjem dirkalnika Lotus 25 z močjo okoli 200 KM, je lahko motor Lotusa 33 proizvajal med 210 in 220 KM. Toda na zadnjih treh dirkah sezone Jim Clark zaradi nezanesljivosti motorja ni več osvojil točk. Sezono 1966 je moštvo začelo z dirkalnikom Lotus 33 z 2,0L Climax V8 motorjem, dokler ni bil nared dirkalnik Lotus 43 s 3,0L motorjem. 